# Pietra molare

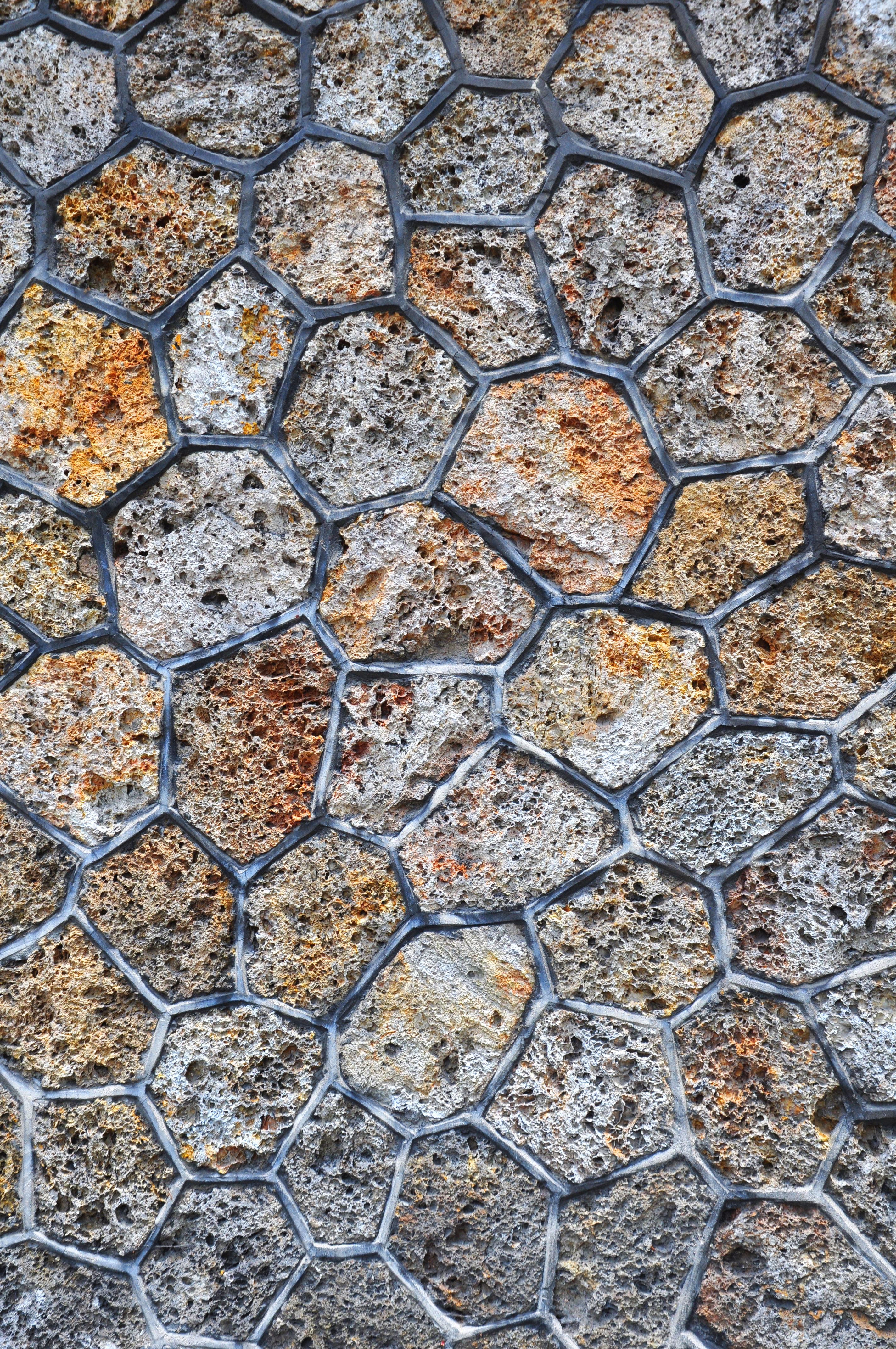
Muro in pietra molare

La pietra molare o pietra da macine è una roccia sedimentaria silicea utilizzata fino verso la seconda metà del XIX secolo per fabbricare le macine dei mulini, da cui il nome.
Solo le parti più dense di un banco di pietra molare possono essere convenientemente utilizzate per fabbricare una macina.
La pietra è spesso cavernosa, cioè cosparsa di buchi un po' come l'emmental. Questa struttura vacuolare le conferisce un certo potere isolante che era molto apprezzato.